# Tibau
Tibau é um município brasileiro, localizado na extremidade setentrional do estado do Rio Grande do Norte. Integrante do Polo Costa Branca, localiza-se a noroeste de Natal, capital do estado, distando desta 323 quilômetros. Ocupa uma área de 169,365 km² e sua população no censo de 2022 era de 5.382 habitantes.
A área onde hoje está situado o município de Tibau começou a ser desbravada no século XVII, durante o período das invasões holandesas no Brasil. Palco de disputas entre portugueses e indígenas na chamada Guerra dos Bárbaros (1687–1700), as terras foram adquiridas pelo senhor Gonçalo da Costa Faleiro em 1708, após receber uma sesmaria. No entanto, somente no começo do século XX veio a ocorrer a formação de um povoado, que se desenvolveu em função do apelo turístico proporcionado pelas belezas naturais. Em 1948, Tibau foi elevado a distrito pertencente ao município de Grossos, do qual se emancipou em 1995.
Tibau é uma das localidades mais visitadas do Rio Grande do Norte, com suas falésias, praias e dunas, sendo um dos principais destinos turísticos do estado para a prática de turismo ecológico. Algumas de suas praias são propícias à prática de esportes radicais, como o surfe e o kitesurf. Eventos como o carnaval e as festas juninas, além dos grupos de dança, folclore, gastronomia, música e teatro locais, também se fazem presentes como atrativos culturais.

## Etimologia
Até os dias atuais, a origem do topônimo "Tibau" se constitui em uma tarefa difícil, principalmente por causa da ausência de um esclarecimento definitivo por estudiosos. Segundo o historiador Luís da Câmara Cascudo, a origem do topônimo "Tibau" vem do tupi, pela junção de ti + paum, cujo significado quer dizer "entre dois rios". Tibau é um município localizado entre os rios Jaguaribe e Mossoró.
Os historiadores Vingt-Un e Hélio Galvão, em suas pesquisas, conseguiram descobrir e divulgar a circunstância de que, para chegar a Tibau do Norte e a Tibau do Sul, era necessário passar por um pernambuquinho. No decorrer do século XX, existia, além do distrito de Tibau, um outro distrito de mesmo nome, anexado ao município de Goianinha, no litoral sul potiguar. Com o passar dos tempos, esse distrito goianiense sofreu uma alteração em seu nome, de "Tibau" para "Tibau do Sul", para diferenciar do distrito de Tibau, localizado no extremo norte do estado do Rio Grande do Norte, até depois ser elevado à categoria de município, em 3 de abril de 1963, com o nome de Tibau do Sul, nomenclatura que mantém até os dias atuais.

## História
A história do município de Tibau começa em meados do século XVII, mais especificamente no mês de fevereiro do ano de 1641, quando foi descoberta pelo navegador holandês Gideon Morris de Jorge, durante o período das invasões holandesas no Brasil. Devido à existência de salinas no local e à diversificação da cor de areias, o local foi batizado de "Morro Vermelho", que era a coloração predominante local.

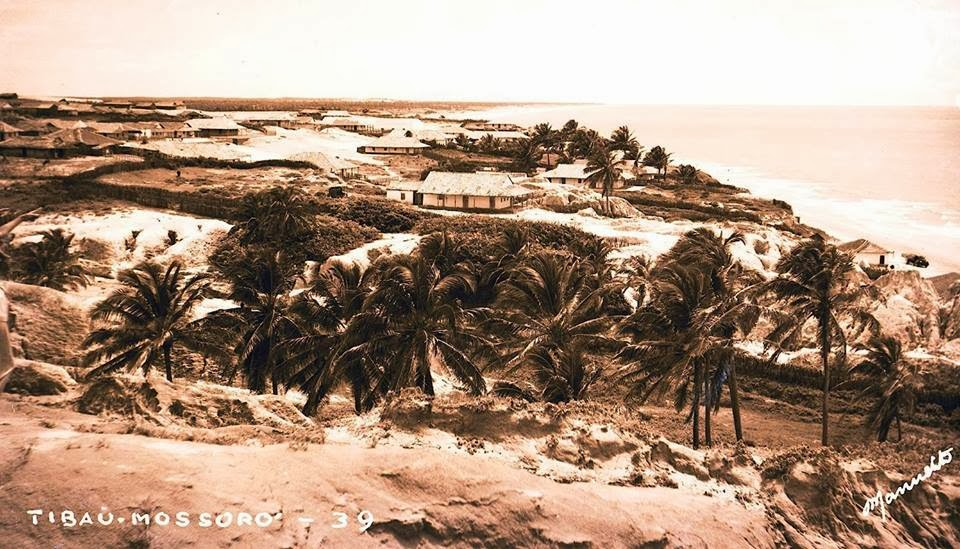
Fotografia antiga da Praia de Tibau, por volta de 1939

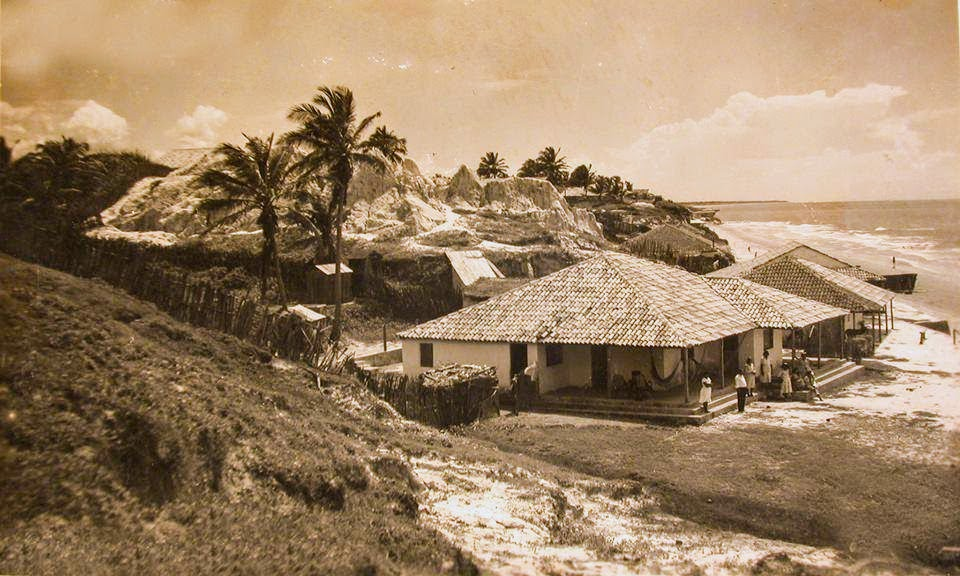
Primeiras residências dos veranistas na praia de Tibau

No dia 5 de julho de 1708, o capitão-mor do Rio Grande do Norte, Sebastião Nunes Colares, doou a Gonçalo da Costa Faleiro uma sesmaria, que era formada por uma vasta extensão de terra. De acordo com o historiador Luís da Câmara Cascudo, notório experiente da cultura potiguar, Gonçalo Faleiro, antes de receber essa sesmaria do capitão-mor potiguar, teria relatado ao rei de Portugal a difícil situação que estava sendo vivida pela Capitania do Rio Grande, devido à principalmente a um conflito compreendido durante treze anos (de 1687 a 1700): a Guerra dos Bárbaros. Essa guerra faz referência aos conflitos, rebeliões e confrontos envolvendo os colonizadores portugueses e várias etnias indígenas tapuias, que aconteceram nas capitanias do nordeste do Brasil.
Devido às belezas naturais existentes na região onde se localizam os atuais municípios de Tibau e Grossos, estes foram alvos de disputa entre os estados do Ceará e Rio Grande do Norte, até que, algum tempo depois, a Assembleia Legislativa do Ceará, com sede em Fortaleza, decidiu pelo anexo de Grossos ao território cearense, junto com os distritos de Grossos e Tibau, que formavam o município. Três anos depois, Rui Barbosa, jurista e Senador da República, foi convidado para a defesa dos direitos do Rio Grande do Norte. Após anos de batalha, Ruy Barbosa garantiu a vitória do estado potiguar, que foi definitiva em 17 de julho de 1920. Algum tempo depois, o povoado de Tibau começou a experimentar sinais de crescimento. Dois anos depois, em 5 de novembro de 1922, ocorreu, pela primeira vez, a celebração de uma missa na comunidade, presidida pelo padre Manoel Gadelha.
Com o forte apelo turístico que o povoado de Tibau ia alcançando cada vez mais, o distrito foi adquirindo características de uma cidade, especialmente após o povado ter chegado à condição de distrito, em 23 de dezembro de 1948. Quase 47 anos depois, o distrito de Tibau, que havia sido criado e anexado a Areia Branca e depois anexado ao município de Grossos com a emancipação deste do município de Areia Branca, o distrito conseguiu finalmente sua autonomia política, desmembrando-se assim do município de Grossos e tornando-se um novo e o mais setentrional município do Rio Grande do Norte. Em 1997, o município foi oficialmente instalado, com a eleição e posse do primeiro prefeito, Sidrônio Freire da Silva.

## Geografia
Banhado pelo Oceano Atlântico, Tibau possui 6,61 km de litoral e área territorial de 169,365 km² de área (0,3207% do território estadual), dos quais 5,47 km² de área urbana. Limita-se a norte com o estado do Ceará (Icapuí e Aracati), Mossoró a sul, Grossos a leste e novamente Ceará e Mossoró a oeste. É o município mais setentrional do estado do Rio Grande do Norte, distante 323 quilômetros da capital estadual, Natal, e 2 018 quilômetros da capital federal, Brasília. De acordo com a divisão do Instituto Brasileiro de Geografia e Estatística (IBGE) vigente desde 2017, Tibau pertence às regiões geográficas intermediária e imediata de Mossoró. Até então, com a vigência das divisões em microrregiões e mesorregiões, o município fazia parte da microrregião de Mossoró, que por sua vez estava incluída na mesorregião do Oeste Potiguar.
O relevo do município, com altitudes inferiores a cem metros, é formado pelos tabuleiros costeiros, cujas principais características são a baixa altitude e a formação argilosa, que às vezes pode chegar ao litoral. Tibau está situado em área de abrangência do Grupo Barreiras, com terrenos formados durante o período Terciário, com idade aproximada em trinta milhões de anos. Na zona costeira são encontradas as dunas móveis e depósitos vindos do mar, originários da ação dos ventos. Há também a planície fluviomarinha, com aluviões, onde estão localizadas as áreas de extração de sal. Predomina é o latossolo vermelho amarelo eutrófico, de textura média, forte drenagem, nível de fertilidade entre médio e alto e o relevo plano. Há também a areia distrófica marinha nas áreas litorâneas, inclusive na sede municipal. Por sua vez, a cobertura vegetal é formada por três tipos diferentes: a caatinga hiperxerófila, os manguezais e a vegetação halófica.
Mesmo localizado no litoral, o clima de Tibau é caracterizado como semiárido quente (do tipo Bsh na classificação climática de Köppen-Geiger), com chuvas concentradas entre os meses de fevereiro e maio, sendo abril o mês de maior precipitação. Segundo dados da Empresa de Pesquisa Agropecuária do Rio Grande do Norte (EMPARN), que possui dados pluviométricos de Tibau desde 1962, o maior acumulado de precipitação registrado no município foi de 145,8 mm em 7 de março de 1985, seguido por 139,3 mm em 11 de maio de 1977 e 139,2 mm em 11 de janeiro de 2011. O recorde mensal de precipitação é de 895,5 mm em abril de 1984.
| Dados climatológicos para Tibau (1962-2020) | Dados climatológicos para Tibau (1962-2020) | Dados climatológicos para Tibau (1962-2020) | Dados climatológicos para Tibau (1962-2020) | Dados climatológicos para Tibau (1962-2020) | Dados climatológicos para Tibau (1962-2020) | Dados climatológicos para Tibau (1962-2020) | Dados climatológicos para Tibau (1962-2020) | Dados climatológicos para Tibau (1962-2020) | Dados climatológicos para Tibau (1962-2020) | Dados climatológicos para Tibau (1962-2020) | Dados climatológicos para Tibau (1962-2020) | Dados climatológicos para Tibau (1962-2020) | Dados climatológicos para Tibau (1962-2020) |
| Mês                                         | Jan                                         | Fev                                         | Mar                                         | Abr                                         | Mai                                         | Jun                                         | Jul                                         | Ago                                         | Set                                         | Out                                         | Nov                                         | Dez                                         | Ano                                         |
| ------------------------------------------- | ------------------------------------------- | ------------------------------------------- | ------------------------------------------- | ------------------------------------------- | ------------------------------------------- | ------------------------------------------- | ------------------------------------------- | ------------------------------------------- | ------------------------------------------- | ------------------------------------------- | ------------------------------------------- | ------------------------------------------- | ------------------------------------------- |
| Precipitação (mm)                           | 79                                          | 106                                         | 162,9                                       | 196,3                                       | 86,4                                        | 30,3                                        | 14,1                                        | 3,5                                         | 7,2                                         | 3,1                                         | 4,4                                         | 12,5                                        | 705                                         |

## Demografia
Entre os censos de 2010 e 2022, a população do município de Tibau cresceu 45,97%, a uma taxa média de 3,36% ao ano. Com 3 687 habitantes em 2010, esse número subiu para 5 382 em 2022, estando na trigésima posição no estado e na 2 038 ª no Brasil. A densidade demográfica era de 31,78 hab./km² e a razão de sexo de 103,32, com 50,82% da população do sexo masculino e 49,18% do sexo feminino. No quesito cor ou raça, mais da metade (63,68%) da população era parda, 28,28% branca, 7,93% preta, indígenas e amarelos 0,04% cada um. A idade mediana da população era de 32 anos e a média de moradores por domicílio de 2,89.
O Índice de Desenvolvimento Humano (IDH-M) do município é considerado médio, de acordo com dados do Programa das Nações Unidas para o Desenvolvimento. Segundo dados do relatório de 2010, divulgados em 2013, seu valor era de 0,635, sendo o 36° maior do Rio Grande do Norte (PNUD) e o 3 393° do Brasil. Considerando-se apenas o índice de longevidade, seu valor é de 0,769, o valor do índice de renda é de 0,627 e o de educação de 0,530. De 2000 a 2010, o índice de Gini aumentou de 0,50 para 0,55 e a proporção de pessoas com renda domiciliar per capita de até R$ 140 caiu de 45,4% para 26,9%, apresentando uma redução de 40,8%. Em 2010, 71,3% da população vivia acima da linha de pobreza, 15,2% entre as linhas de indigência e de pobreza e 11,2% abaixo da linha de indigência. No mesmo ano, os 20% mais ricos eram responsáveis por 59,2% do rendimento total municipal, valor quase dezenove vezes superior à dos 20% mais pobres, que era de apenas 3,1%. 

### Religião

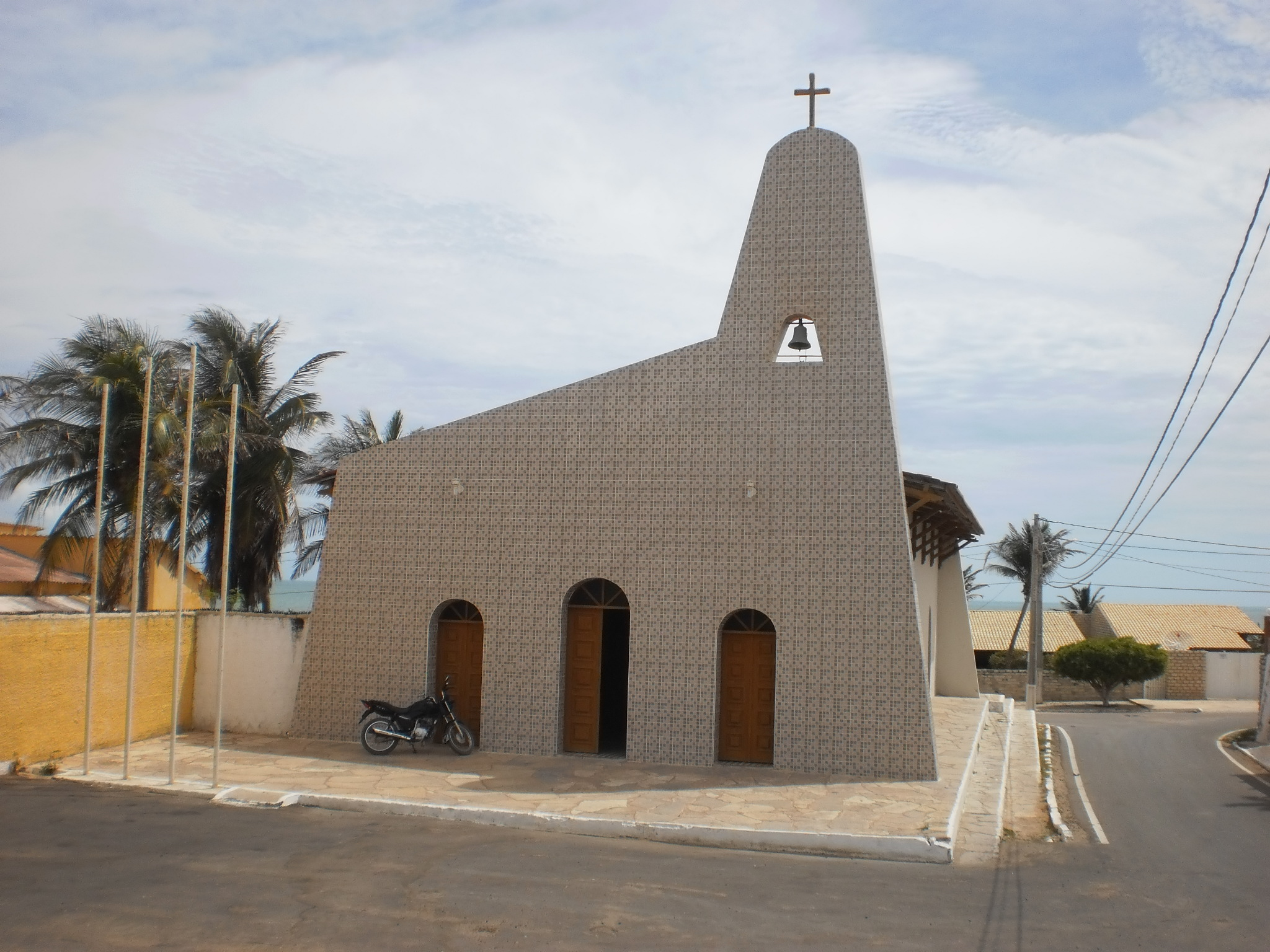
Capela Santa Terezinha, padroeira de Tibau. O município pertence à paróquia de Grossos.

Conforme divisão oficial da Igreja Católica, o município está inserido na Diocese de Mossoró, Zonal Mossoró II, e pertence à Paróquia Sagrado Coração de Jesus, com sede em Grossos, possuindo quatro capelas, três na zona rural (Cristo Rei, São José e São Sebastião) e uma em área urbana (Santa Terezinha). No censo de 2010, o último com dados divulgados sobre religiosidade, o catolicismo romano era a religião da maioria da população, com 2 619 seguidores, ou 71,04% dos habitantes.
Tibau também possui alguns credos protestantes ou reformados. Em 2010, 775 habitantes se declararam evangélicos (21,03%), sendo que 662 pertenciam às evangélicas de origem pentecostal (17,97%), 87 às de missão (2,35%) e 27 a evangélicas não determinadas (0,72%). Das igrejas evangélicas pentecostais, 403 pertenciam à Assembleia de Deus (10,92%), 135 à Congregação Cristã do Brasil (3,67%), 92 ao Evangelho Quadrangular (2,5%) e treze ao Igreja Deus é Amor (0,35%), além de dezenove em outras categorias (0,52%). Em relação às de missão, 64 eram adventistas (1,72%) e 23 batistas (0,62%).
Além do catolicismo romano e do protestantismo, também existiam 25 testemunhas de Jeová (0,67%), quatorze espíritas (0,11%) e oito judaístas (0,23%). Outros 238 não tinham religião (6,45%), três tinham religião indeterminada e múltiplo pertencimento (0,07%) e dois seguiam tradições indígenas (0,06%).

## Política

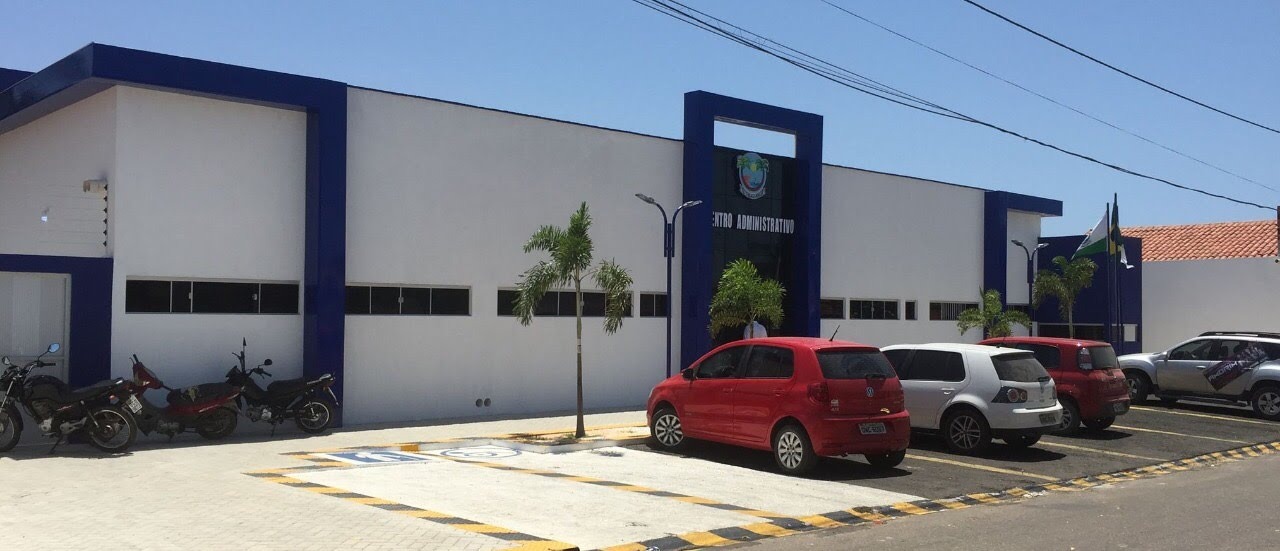
Prefeitura Municipal, sede do poder executivo

Conforme a lei orgânica do município de Tibau, promulgada em 5 de junho de 1998, a administração municipal se dá pelos poderes executivo e legislativo, independentes e harmônicos entre si. O primeiro é exercido pelo prefeito, auxiliado pelo seu gabinete de secretários. A Câmara Municipal de Tibau, constituída por nove vereadores, representa o poder legislativo. Cabe à casa elaborar e votar leis fundamentais à administração e ao executivo, especialmente o orçamento participativo.

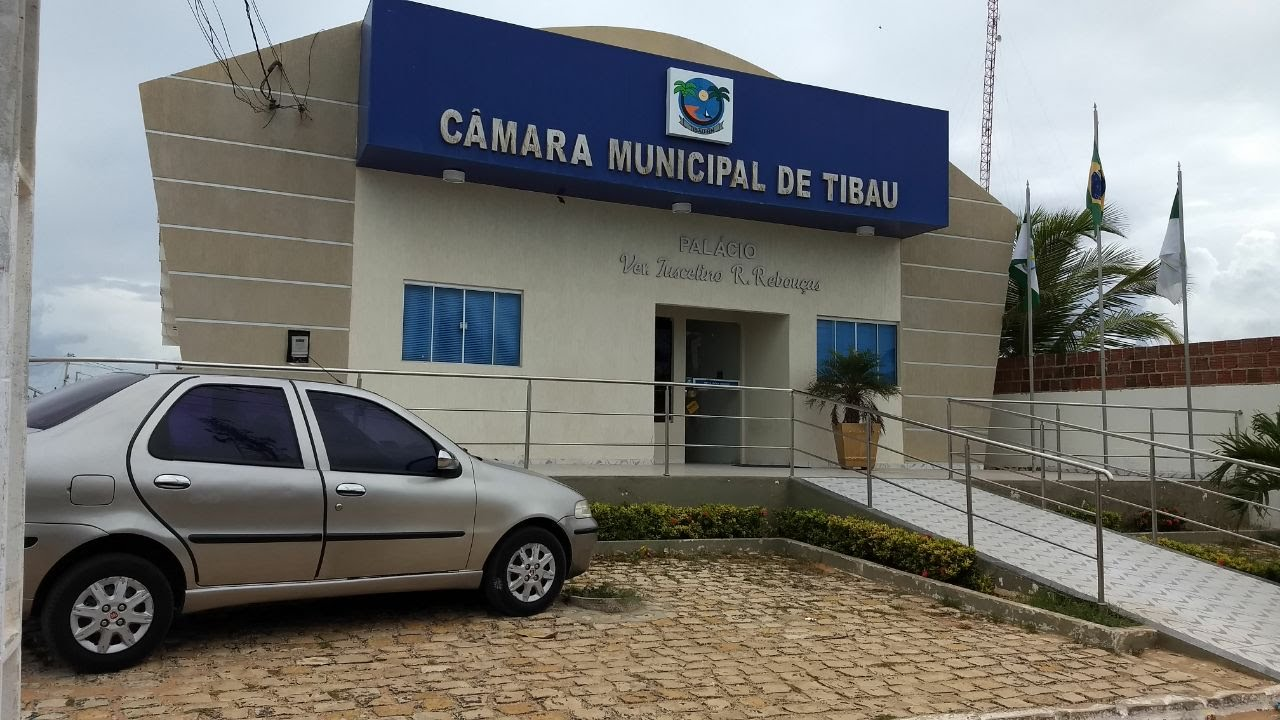
Câmara Municipal de Tibau, sede do poder legislativo

Existem também alguns conselhos municipais em atividade; são eles: Assistência Social, Direito da Criança e do Adolescente, Educação, Idoso e Saúde. Tibau e é, ao lado de Grossos, termo judiciário da comarca de Areia Branca, do poder judiciário. De acordo com o Tribunal Superior Eleitoral, o município pertence à 49ª zona eleitoral do Rio Grande do Norte e possuía, em dezembro de 2024, 9 903 eleitores, o que representa 0,375% do total do eleitorado potiguar.

## Economia
Conforme dados de 2012, o Produto Interno Bruto (PIB) municipal era de R$ 48 909 mil, sendo R$ 25 797 do setor terciário, R$ 16 905 mil do setor secundário, 4 422 mil de impostos sobre produtos líquidos de subsídios a preços correntes e R$ 1 785 mil do setor primário. O PIB per capita era de R$ 13 004,35. 60,3% da população maior de dezoito anos era economicamente ativa, 32,5% economicamente inativa e 7,2% economicamente ativa desocupada.
Na agricultura, Tibau produziu, na lavoura permanente de 2012, coco-da-baía (160 mil frutos) e castanha de caju (41 t). Já na lavoura temporária do mesmo ano foram produzidos melão (687 t), melancia (208 t), milho (58 t), feijão (56 t) e sorgo (10 t). Na pecuária, Tibau possuía 6 480 galináceos, 1 498 bovinos, 1 110 ovinos, 798 caprinos, 510 suínos e 158 equinos. Também foram produzidos 121 mil litros de leite de 234 vacas ordenhadas, 952 quilos de mel de abelha e onze mil dúzias de ovos de galinha, .
Na indústria, Tibau possuía, em 2010, 13,68% do pessoal ocupado acima de dezoito anos trabalhando no setor industrial, sendo 10,04% na construção civil, 2,55% na indústria de transformação, 0,78% nos serviços de utilidade pública e 0,31% na indústria extrativa. No setor terciário, 49,62% trabalhavam na prestação de serviços e 13,45% no setor comercial. Salários, juntamente com outras remunerações, somavam 6 963 mil reais e o salário médio mensal de todo município era de 1,5 salários mínimos. Havia 183 unidades locais, sendo 177 atuantes.

## Infraestrutura
Tibau possuía, em 2010, 1 011 domicílios, sendo 773 na zona urbana (76,46%) e 238 na zona rural (23,54%). Desse total, 823 eram próprios (81,4%), 811 quitados (80,22%) e doze em aquisição (1,19%); 93 alugados (9,2%); 88 cedidos (8,7%), 41 por empregador (4,05%) e 41 por empregador (4,65%); e sete ocupados sob outras condições (0,69%).

### Saúde

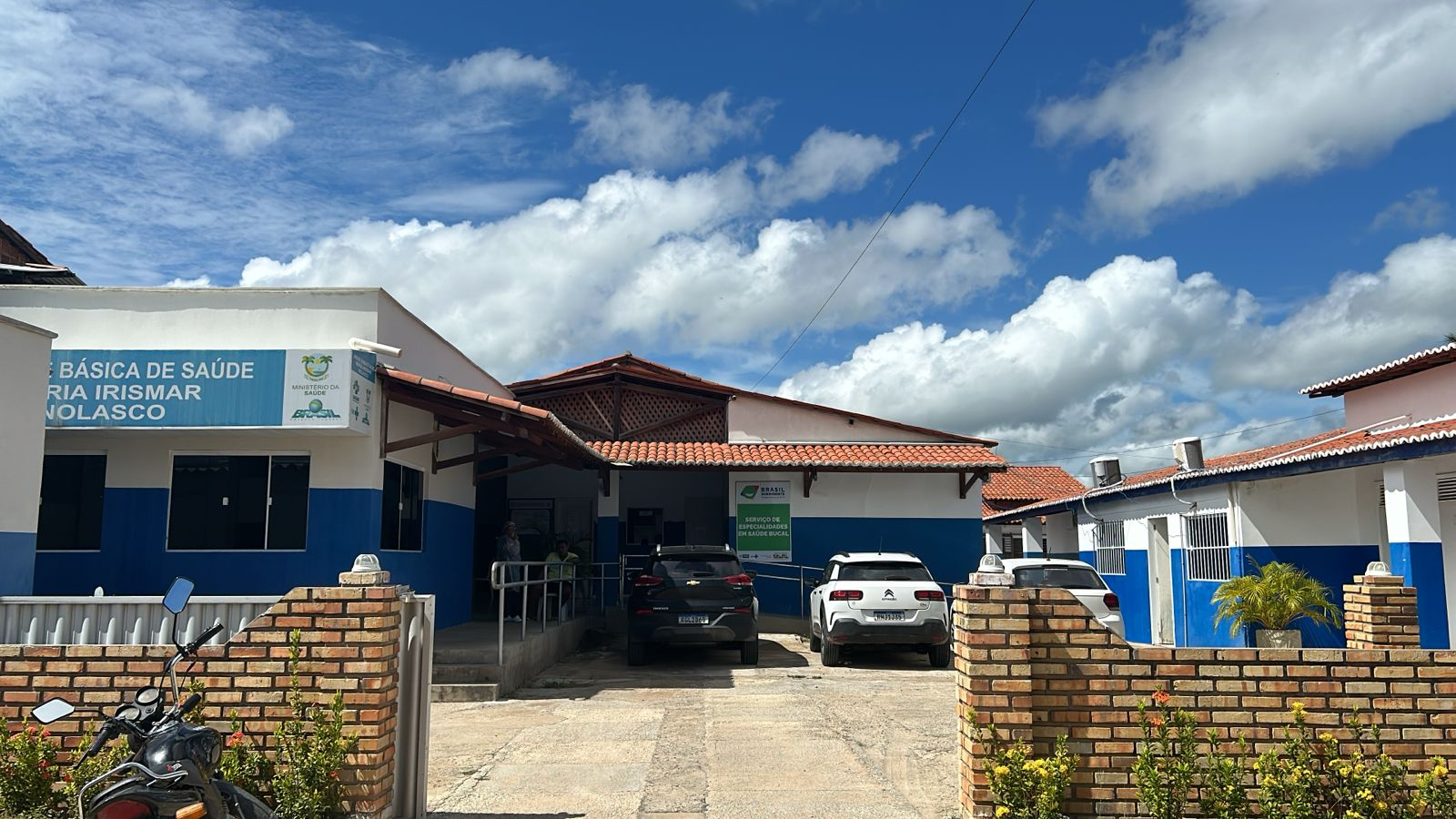
Unidade Básica de Saúde Maria Ismar Nolasco

A rede de saúde de Tibau dispunha, em 2009, de dois estabelecimentos, ambos públicos e municipais. O município pertence à VI Unidade Regional de Saúde Pública do Rio Grande do Norte (URSAP-RN), com sede em Mossoró. Em 2010, a expectativa de vida ao nascer era de 71,13 anos, com um índice de longevidade de 0,769, e a taxa de mortalidade infantil de 23,4 por mil nascidos vivos. No mesmo ano, a rede profissional de saúde era constituída por cinco médicos (quatro médicos de família e um clínico geral), quatro auxiliares de enfermagem, quatro enfermeiros, três cirurgiões-dentistas, dois fisioterapeutas e um farmacêutico, totalizando dezenove profissionais de saúde. Segundo dados do Ministério da Saúde, um caso de AIDS foi registrado em Tibau entre 1990 e 2012 e, de 2001 a 2012, foram notificados setenta casos de dengue e dois de leishmaniose. Em 2012, 94,4% das crianças menores de um ano de idade estavam com a carteira de vacinação em dia e, em 2014, dentre as crianças menores de dois anos pesadas pelo Programa Saúde da Família (PSF), 0,6% estavam desnutridas.

### Educação
O fator "educação" do IDH no município atingiu em 2010 a marca de 0,530, ao passo que a taxa de alfabetização da população acima dos dez anos indicada pelo último censo demográfico do mesmo ano foi de 79% (73,5% para os homens e 84,6% para as mulheres). Ainda em 2010, Tibau possuía uma expectativa de anos de estudos de 9,61 anos, valor acima da média estadual (9,54 anos). A taxa de conclusão do ensino fundamental, entre jovens de 15 a 17 anos, era de 41%, enquanto o percentual de conclusão do ensino médio (18 a 24 anos), de apenas 28,5%. Em 2012, 10,3% das crianças e adolescentes com faixa etária entre seis e catorze anos de idade estavam fora da escola. Em 2014, a distorção idade-série entre alunos do ensino fundamental, ou seja, com com idade superior à recomendada, era de 19,3% para os anos iniciais, 61,2% nos anos finais e 52,2% no ensino médio.
No censo de 2010, da população total, 1 153 frequentavam creches ou escolas - 969 na rede pública de ensino (84,05%) e 184 em redes particulares (15,95%) -, sendo que 635 cursavam o regular do ensino fundamental (55,05%), 159 o regular do ensino médio (13,8%), 103 o pré-escolar (8,97%), 81 estavam em creches (7,03%), 57 em cursos superiores de graduação (4,92%), 39 na alfabetização (3,34%), 35 na educação de jovens e adultos do ensino fundamental (3%), 28 na educação de jovens e adultos do ensino médio (2,39%), onze na alfabetização de jovens e adultos (0,96%), três em mestrado (0,3%) e três em especialização de nível superior (0,3%). Levando-se em conta o nível de instrução da população com idade superior a dez anos, 1 993 não possuíam instrução e fundamental incompleto (65,11%), 528 fundamental completo e médio incompleto (17,25%), 460 ensino médio completo e superior incompleto (15,02%), 63 com superior completo (2,04%) e dezoito com nível não determinado (0,58%). Em 2012 Tibau possuía uma rede de quatorze escolas de ensino pré-escolar (com quatorze docentes), sete de ensino fundamental (40 docentes) e uma de ensino médio (dez docentes).

### Transportes, serviços e comunicações

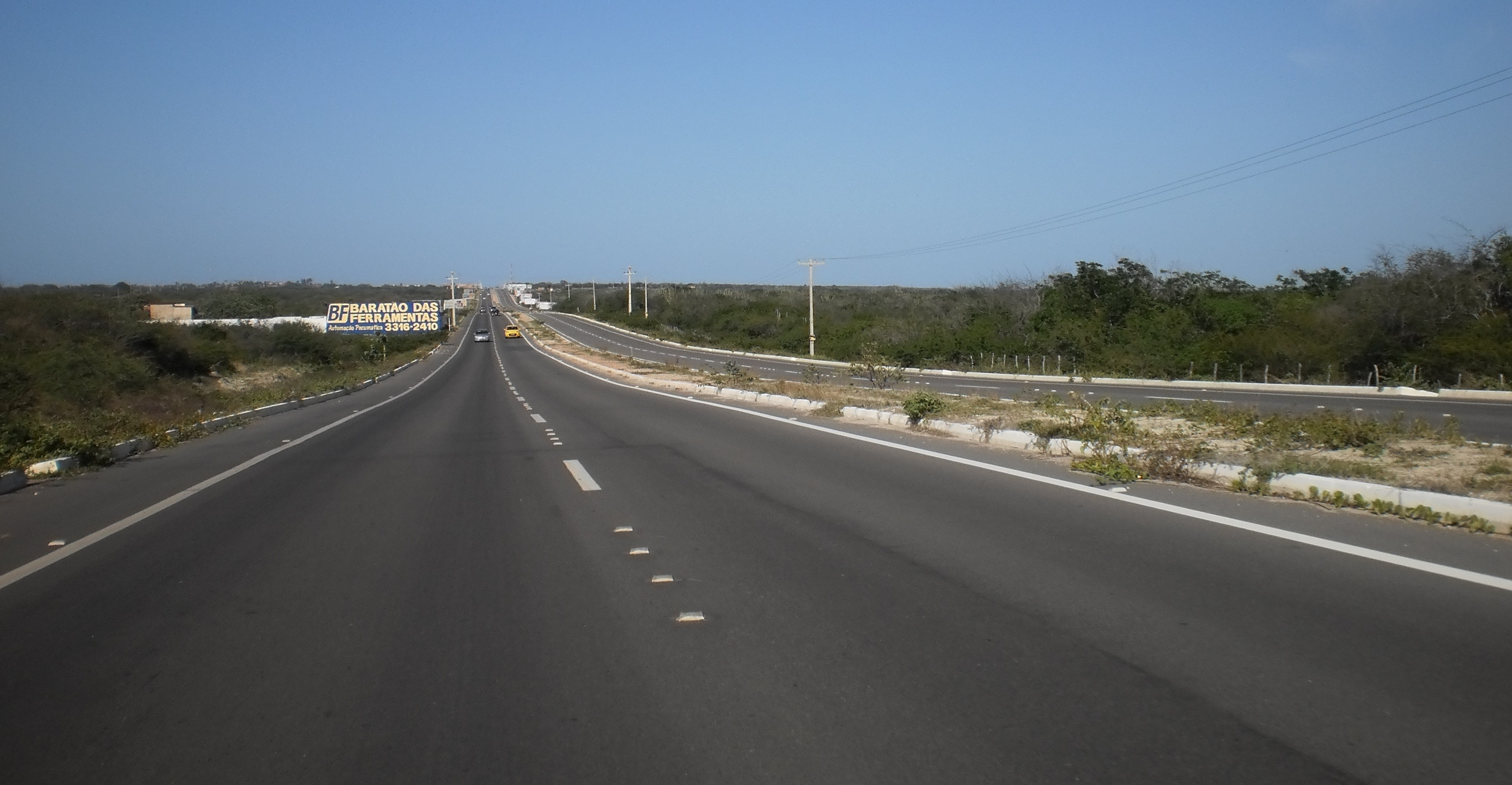
RN-013, que liga Tibau a Mossoró

A frota municipal no ano de 2014 era de 420 automóveis, quatrocentas motocicletas, oitenta motonetas, 63 caminhonetes, 34 caminhões, dezessete ônibus, doze camionetas, dez micro-ônibus, seis utilitários, quatro caminhões-trator, um tratores de roda e seis em outras categorias, totalizando 1 068 veículos. Tibau é cortada por três rodovias, sendo elas a BR-304, que se localiza na divisa Tibau-Mossoró-Ceará; a RN-012, na divisa entre Tibau e Grossos, e a RN-013, que faz a ligação de Tibau com Mossoró.
O serviço de abastecimento de água é feito pela Companhia de Águas e Esgotos do Rio Grande do Norte (CAERN). Em 2010, 731 domicílios eram abastecidos pela rede geral (72,3%), 223 através de poços (22,06%), 41 por carro-pipa ou água da chuva (4,06%) e dezesseis de outra(s) forma(s) (1,58%). A empresa responsável pelo abastecimento de energia elétrica é a Companhia Energética do Rio Grande do Norte (COSERN). A voltagem da rede é de 220 volts. Do total de domicílios, 1 002 possuíam energia elétrica (99,11%), sendo 1 001 da companhia distribuidora (99,01%) e um de outras fonte (0,1%).  O lixo era coletado em 833 domicílios (82,39%), dentre os quais 741 a partir do serviço de limpeza (73,29%) e 92 por caçambas (9,1%).
O serviço telefônico móvel, por telefone celular, é oferecido por diversas operadoras. O código de área (DDD) de Tibau é 084 e o Código de Endereçamento Postal (CEP) da cidade é de 59678-000. No dia 10 de novembro de 2008 o município passou a ser servido pela portabilidade, juntamente com outras cidades de DDDs 33 e 38, em Minas Gerais; 44, no Paraná; 49, em Santa Catarina; além de outros municípios com código 84, no Rio Grande do Norte.

## Cultura

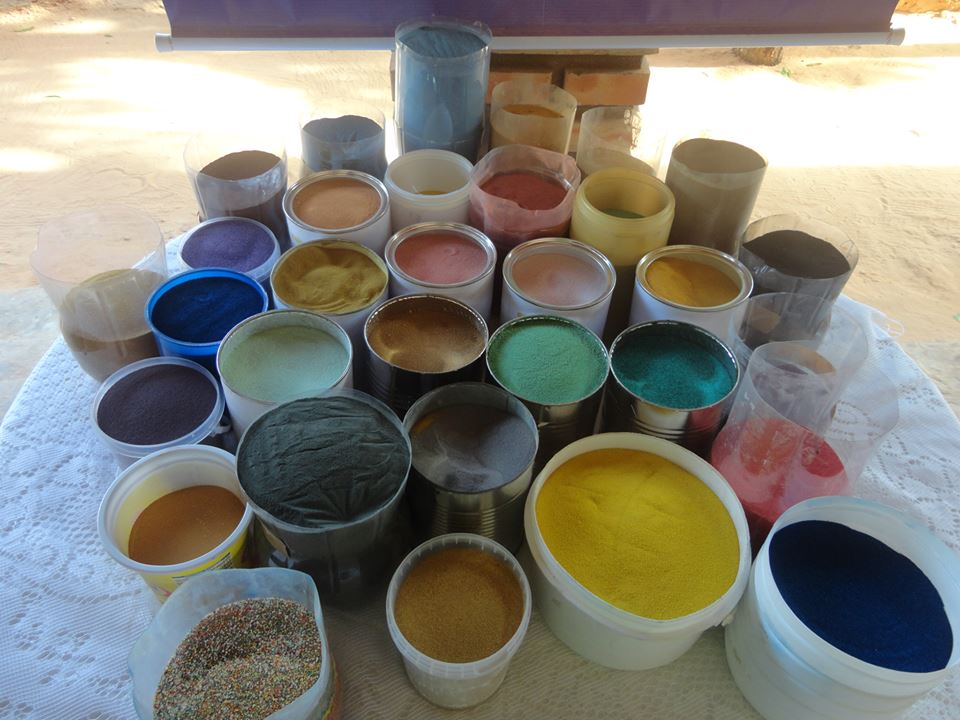
Produção de garrafas de areia coloridas, símbolo do patrimônio cultural artístico de Tibau

A responsável pelo setor cultural de Tibau é a Secretaria Municipal de Educação, Cultura, Esporte, Lazer e Juventude (SMECELJ), ligada ao gabinete do prefeito e que tem por objetivo planejar e executar a política cultural do município, bem como os setores de educação, esporte e lazer.
Uma das formas mais espontâneas da expressão cultural tibauense é o artesanato. Em várias partes do município é possível encontrar uma produção artesanal diferenciada, feita com matérias-primas regionais e criada de acordo com a cultura e o modo de vida local. Alguns grupos reúnem diversos artesãos da região, disponibilizando espaço para confecção, exposição e venda dos produtos artesanais. Destaca-se a produção de crochês, garrafinhas coloridas de areia, labirintos, e rendas de bilro. Além de grupos de artesanato, Tibau também possui grupos de dança, folclore, gastronomia, música e teatro.
Por se localizar no litoral, Tibau se destaca na prática do surfe (prática esportiva marítima, que consiste em acompanhar o movimento de uma onda do mar sobre uma prancha) e do kitesurf (esporte aquático que utiliza uma pipa impulsionada pelo vento e presa à cintura da pessoa em uma cima de uma prancha, o que permite a realização de saltos).

### Atrativos turísticos e eventos

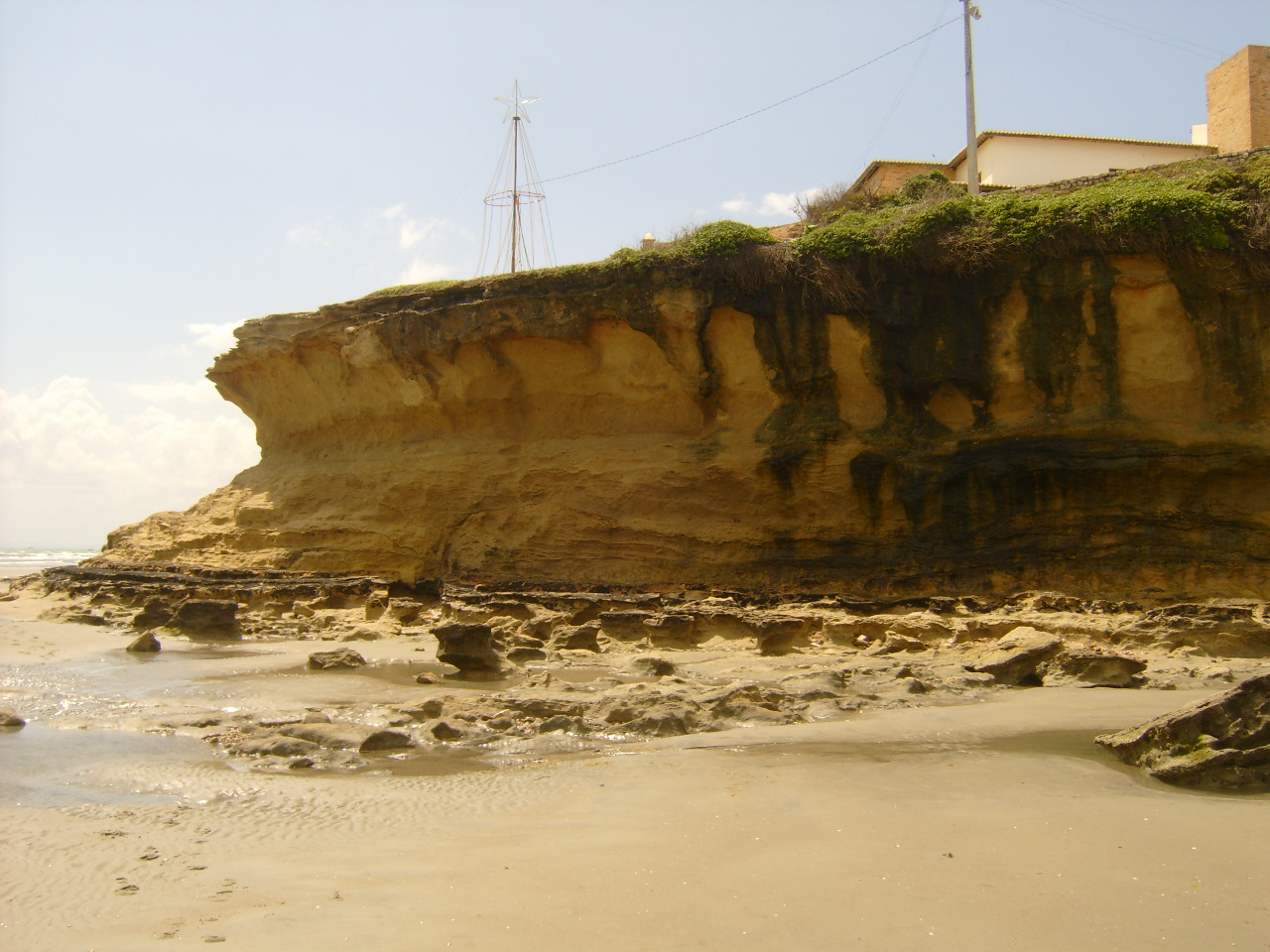
A Pedra do Chapéu na divisa entre Ceará e Rio Grande do Norte

Tibau é uma das localidades mais visitadas do Rio Grande do Norte, com suas águas termais, falésias, praias e dunas, sendo um dos principais destinos turísticos do estado para a prática de turismo ecológico. Localiza-se no Polo Costa Branca, formado por dezessete municípios, instituído pelo decreto estadual 18 187, de 14 de abril de 2005, com o objetivo de fortalecer o turismo local. Entre os principais atrativos turísticos estão:
Seu principais pontos turísticos são o Morro de Areias Coloridas, que possui este nome devido à coloração da areia, tendo sido utilizado no passado na construção das residências e, nos dias atuais, ainda usada pelos artesãos na fabricação de garrafas de areia colorida, tendo por isso, perdido grande parte de suas características originais; e a Pedra do Chapéu, localizado na divisa do Rio Grande do Norte com o Ceará e apresentando curvas em seu formato, porém, tal como o Morro de Areias Coloridas, já foi bastante destruída, neste caso devido à erosão marinha.
Um dos principais eventos culturais do município é o tradicional carnaval, um dos maiores do Rio Grande do Norte, que consiste em quatro ou cinco dias de folia, contando com diversas atrações musicais, atraindo milhares de turistas. No mês de junho destacam-se as festas juninas,  com apresentações de quadrilhas, danças folclóricas e animações de bandas de forró. Outros eventos importantes são a festa da padroeira Santa Teresinha, realizada entre os dias 21 de setembro e 1 de outubro, e a festa de aniversário do município, comemorada no dia 21 de dezembro.